# Snježno kraljevstvo 2
Snježno kraljevstvo 2 (eng. Frozen II) je američki računalno-animirani film iz 2019. godine studija Walt Disney Animation Studios i nastavak animiranoga hita, Snježno kraljevstvo, iz 2013. godine. Redatelji filma su Chris Buck i Jennifer Lee, distributerska kuća je Walt Disney Studios Motion Pictures. Premijera filma bila je 22. studenoga 2019. godine u SAD-u.

## Radnja
Kralj Agnarr od Arendellea govori svojim kćerima Elsi i Anni da je njihov djed, kralj Runeard, sklopio ugovor sa susjednim plemenom Northuldra sagradivši branu u Začaranoj šumi (njihova domovina). Dolazi do borbe, što rezultira Runeardovom smrću i razbjesnivanjem klasičnih elemenata šume zemlje, vatre, vode i zraka. Elementi nestaju, a zid magle zarobljava sve u šumi; Agnarr jedva pobjegne, u pomoć nepoznatog spasitelja.
Tri godine nakon krunidbe, Elsa slavi jesen u kraljevstvu s Anom, snjegovićem Olafom, ledenim čovjekom Kristoffom i Kristoffovim sobovom Svenom. Jedne noći, Elsa čuje tajanstveni glas kako je zove. Ona ga slijedi, nenamjerno budi elementarne duhove i prisiljava sve u kraljevstvu da se evakuiraju. Stiže kolonija Rock Troll, a Grand Pabbie im govori da Elsa i ostali moraju ispraviti stvari otkrivanjem istine o prošlosti. Elsa, Anna, Olaf, Kristoff i Sven slijede tajanstveni glas i putuju u Začaranu šumu. Magla se rastaje na Elsin dodir, dok se zračni duh pojavljuje kao tornado, hvatajući sve u svom vrtlogu prije nego što ga Elsa zaustavi formirajući ledene skulpture. Ona i Anna otkrivaju da su skulpture slike iz prošlosti njihova oca i susreću Northuldru i četu Arendellianskih vojnika koji su još uvijek u međusobnom sukobu. Kad se pojavi vatreni duh, Elsa otkriva da je to uznemireni čarobni daždevnjak i smiruje ga. Elsa i Anna dogovaraju primirje između vojnika i Northuldra nakon što su otkrili da je njihova majka, kraljica Iduna, Northuldranka koja je spasila Agnarra (Arendellianca). Kasnije saznaju za petog duha, koji će ljude spojiti s čarolijom prirode.
Elsa, Anna i Olaf nastavljaju prema sjeveru, ostavljajući Kristoffa i Svena iza sebe. Pronalaze olupini brod svojih roditelja i kartu s rutom do Ahtohallana, mitske rijeke za koju se kaže da objašnjava prošlost. Elsa šalje Annu i Olafa na sigurno, te nastavlja sama. Ona susreće i pripitomljava Nøkk, vodeni duh koji čuva more do Ahtohallana. Elsa otkriva da je glas koji je zove sjećanje na poziv mlade Idune; njezine moći su dar prirode zbog Iduninog nesebičnog spašavanja Agnarra, a Elsa je peti duh. Ona saznaje da je brana izgrađena kao lukavstvo za smanjenje resursa Northuldrana, zbog Runeardovog prezira prema povezanosti plemena s magijom i njegove namjere da ih uništi i uključi njihovu regiju u kraljevstvo. Elsa saznaje da je Runeard započeo sukob hladnokrvno ubivši nenaoružanog vođu Northuldrana. Ona šalje ovu informaciju Ani prije nego što se smrzne (što uzrokuje da Olaf nestane) kada se upusti u najopasniji dio Ahtohallana.
Anna zaključuje da se brana mora uništiti kako bi se ponovno uspostavio mir. Ona probudi Jötunn i namami ih prema brani. Bacaju kamene gromade, uništavajući branu i šaljući poplavu niz fjord prema kraljevstvu. Elsa se odmrzne i vrati u Arendelle, preusmjeravajući potop i spašavajući kraljevstvo. Dok magla nestaje, ona se ponovno pridružuje Ani i oživljava Olafa; Anna prihvaća Kristoffovu bračnu ponudu. Elsa objašnjava da su ona i Anna most između ljudi i čarobnih duhova. Anna tada postaje kraljica Arendellea; Elsa postaje zaštitnica Začarane šume, koja posjećuje Arendelle otkako je uspostavljen mir. Na sceni nakon kredita, Olaf posjećuje Elsinu ledenu palaču i prepričava događaje Marshmallowu (snježno čudovište koje je stvorila Elsa kao čuvara palače) i Snowgies, minijaturne snjegoviće koje je Elsa nehotice stvorila na Annin devetnaesti rođendan.

## Glavne uloge
- Kristen Bell - Anna
- Hadley Gannaway i Livvy Stubenrauch - Young Anna
- Idina Menzel - Elsa
- Mattea Conforti i Eva Bella - Young Elsa
- Josh Gad - Olaf
- Jonathan Groff - Kristoff

## Unutarnje poveznice
- Walt Disney Animation Studios
- Walt Disney Pictures

## Vanjske poveznice
- Snježno kraljevstvo 2 u internetskoj bazi filmova IMDb-a (engl.)
- Snježno kraljevstvo 2 na Rotten Tomatoes (engl.)